# شيريفيل
شيريفيل (بالإنجليزية: Cherryville)‏ مدينة في مقاطعة غاستون في ولاية كارولينا الشمالية في الولايات المتحدة الأمريكية. يبلغ عدد سكانها 5,361 نسمة.

## التركيبة السكانية
حدّد مكتب تعداد الولايات المتحدة بيانات التركيبة السكانية لشيريفيل في تعداد الولايات المتحدة. في ما يلي، التركيبة السكانية حسب تعدادي 2000 و2010.

### تعداد عام 2000
بلغ عدد سكان شيريفيل 5,361 نسمة بحسب تعداد عام 2000، وبلغ عدد الأسر 2,177 أسرة وعدد العائلات 1,481 عائلة مقيمة في المدينة. في حين سجلت الكثافة السكانية 374.1 نسمة لكل كيلومتر مربع (968.9/ميل2). وبلغ عدد الوحدات السكنية 2,356 وحدة بمتوسط كثافة قدره 164.4 لكل كيلومتر مربع (425.8/ميل2).
وتوزع التركيب العرقي للمدينة بنسبة 88.81% من البيض و9.57% من الأمريكيين الأفارقة و0.13% من الأمريكيين الأصليين و0.62% من الأمريكيين ذوي الأصول الآسيوية و0.52% من الأعراق الأخرى و0.35% من عرقين مختلطين أو أكثر و2.29% من الهسبانيون أو اللاتينيون من أي عرق.
بلغ عدد الأسر 2,177 أسرة كانت نسبة 31.4% منها لديها أطفال تحت سن الثامنة عشر تعيش معهم، وبلغت نسبة الأزواج القاطنين مع بعضهم البعض 51.6% من أصل المجموع الكلي للأسر، ونسبة 12.5% من الأسر كان لديها معيلات من الإناث دون وجود شريك،  بينما كانت نسبة 3.9% من الأسر لديها معيلون من الذكور دون وجود شريكة وكانت نسبة 32% من غير العائلات. تألفت نسبة 28.9% من أصل جميع الأسر من عدة أفراد يعيشون في نفس المنزل ونسبة 15.6% كانت تتألف من شخص يعيش بمفرده يبلغ من العمر 65 عاماً أو أكثر. وبلغ متوسط حجم الأسرة المعيشية 2.34، أما متوسط حجم العائلات فبلغ 2.86.
بلغ العمر الوسطي للسكان 41.2 عاماً. وكانت نسبة 21.2% من القاطنين تحت سن الثامنة عشر، وكانت نسبة 6.9% بين الثامنة عشر والرابعة والعشرين عاماً، ونسبة 26.5% كانت واقعةً في الفئة العمرية ما بين الخامسة والعشرين والرابعة والأربعين عاماً، ونسبة 22.8% كانت ما بين الخامسة والأربعين والرابعة والستين، ونسبة 17.4% كانت ضمن فئة الخامسة والستين عاماً فما فوق. يوجد لكل 100 أنثى 88.9 ذكر، ويوجد لكل 100 أنثى في الثامنة عشر من عمرها فما فوق 85.7 ذكر.
بلغ متوسط دخل الأسرة في المدينة 33,054 دولارًا، أما متوسط دخل العائلة فبلغ 45,607 دولارًا. وكان متوسط دخل الذكور 38,667 دولارًا مقابل 24,828 دولارًا للإناث. وسجل دخل الفرد الخاص بالمدينة 19,254 دولارًا. وكانت نسبة 6.7% من العائلات ونسبة 9.1% من السكان تحت خط الفقر، وكان من هؤلاء نسبة 10.5% تحت سن الثامنة عشر ونسبة 9.3% في الخامسة والستين من العمر وما فوق.

### تعداد عام 2010
بلغ عدد سكان شيريفيل 5,760 نسمة بحسب تعداد عام 2010، وبلغ عدد الأسر 2,324 أسرة وعدد العائلات 1,548 عائلة مقيمة في المدينة. في حين سجلت الكثافة السكانية 402 نسمة لكل كيلومتر مربع (1,041.2/ميل2). وبلغ عدد الوحدات السكنية 2,621 وحدة بمتوسط كثافة قدره 182.9 لكل كيلومتر مربع (473.7/ميل2).
وتوزع التركيب العرقي للمدينة بنسبة 85.12% من البيض و10.28% من الأمريكيين الأفارقة و0.23% من الأمريكيين الأصليين و0.68% من الأمريكيين ذوي الأصول الآسيوية و2.07% من الأعراق الأخرى و1.63% من عرقين مختلطين أو أكثر و3.73% من الهسبانيون أو اللاتينيون من أي عرق.
بلغ عدد الأسر 2,324 أسرة كانت نسبة 32.2% منها لديها أطفال تحت سن الثامنة عشر تعيش معهم، وبلغت نسبة الأزواج القاطنين مع بعضهم البعض 47.8% من أصل المجموع الكلي للأسر، ونسبة 14% من الأسر كان لديها معيلات من الإناث دون وجود شريك،  بينما كانت نسبة 4.9% من الأسر لديها معيلون من الذكور دون وجود شريكة وكانت نسبة 33.4% من غير العائلات. تألفت نسبة 29% من أصل جميع الأسر من عدة أفراد يعيشون في نفس المنزل ونسبة 15% كانت تتألف من شخص يعيش بمفرده يبلغ من العمر 65 عاماً أو أكثر. وبلغ متوسط حجم الأسرة المعيشية 2.40، أما متوسط حجم العائلات فبلغ 2.95.
بلغ العمر الوسطي للسكان 41.7 عاماً. وكانت نسبة 22.8% من القاطنين تحت سن الثامنة عشر، وكانت نسبة 7.9% بين الثامنة عشر والرابعة والعشرين عاماً، ونسبة 24.2% كانت واقعةً في الفئة العمرية ما بين الخامسة والعشرين والرابعة والأربعين عاماً، ونسبة 25.8% كانت ما بين الخامسة والأربعين والرابعة والستين، ونسبة 19.2% كانت ضمن فئة الخامسة والستين عاماً فما فوق. وتوزع التركيب الجنسي للسكان بنسبة 47.3% ذكور و52.7% إناث.